# Champigny-sur-Veude
Pour les articles homonymes, voir Champigny et Veude (homonymie).
Champigny-sur-Veude est une commune française du département d'Indre-et-Loire, en région Centre-Val de Loire.

## Géographie
La commune se situe aux marches de la Touraine, sur la route de Chinon à Châtellerault, dans une vaste vallée au confluent de deux petites rivières : la Veude et le Mâble.

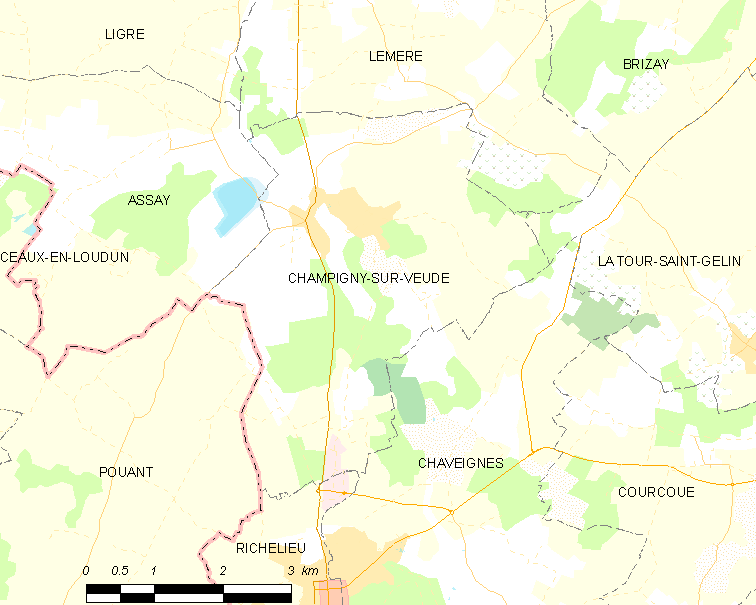
Carte de la commune.

|        | Lémeré              | La Tour-Saint-Gelin |
| Assay  | Champigny-sur-Veude | Chaveignes          |
| Pouant | Richelieu           |                     |

### Hydrographie

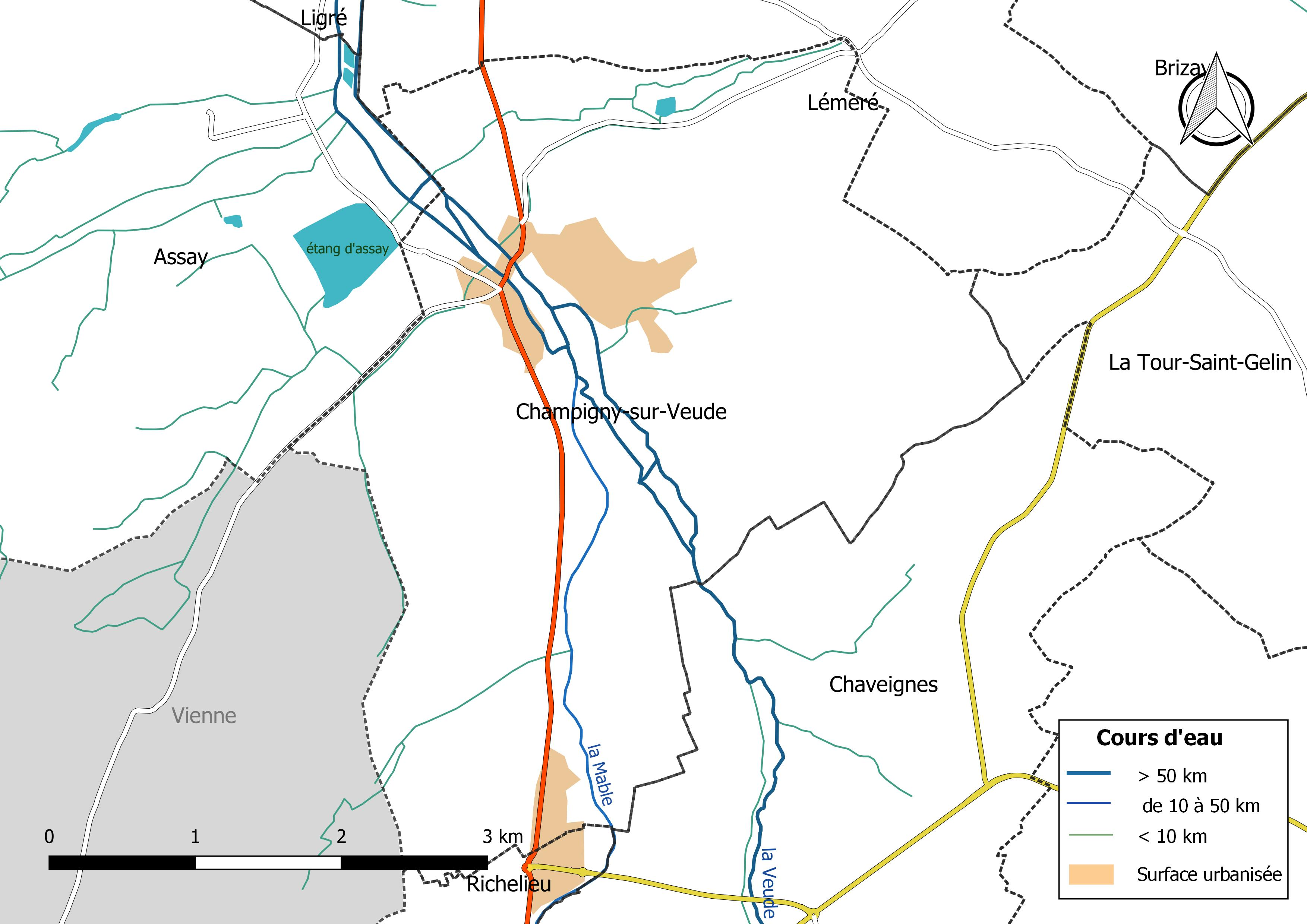
Réseau hydrographique de Champigny-sur-Veude.

Le réseau hydrographique communal, d'une longueur totale de 22,17 km, comprend deux cours d'eau notables, la Veude (3,648 km) et la Mable (3,392 km), et huit petits cours d'eau pour certains temporaires,.
La Veude, d'une longueur totale de 42,2 km, prend sa source à une altitude de 150 m sur la commune de Thuré (Vienne) et se jette  dans la Vienne à 36 m d'altitude, à la limite entre les communes d'Anché et de Rivière, après avoir traversé 14 communes. La station hydrométrique de Lémeré permet de caractériser les paramètres hydrométriques de la Veude. Le débit mensuel moyen (calculé sur 22 ans pour cette station) varie de 0,32 m3/s au mois d'août  à 2,31 m3/s au mois de février. Le débit instantané maximal observé sur cette station est de 24,90 m3/s le 20 juin 2013, la hauteur maximale relevée a été de 2,57 m ce même jour,.
Sur le plan piscicole, la Veude est classée en deuxième catégorie piscicole. Le groupe biologique dominant est constitué essentiellement de poissons blancs (cyprinidés) et de carnassiers (brochet, sandre et perche).
La Mable, d'une longueur totale de 25,3 km, prend sa source à une altitude de 137 m sur la commune d'Orches et se jette  dans la Veude à Champigny-sur-Veude à l'entrée sud du bourg, à 43 m d'altitude, après avoir traversé 9 communes. 
Sur le plan piscicole, la Mable est également classée en deuxième catégorie piscicole.
Une zone humide a été répertoriée sur la commune par la direction départementale des territoires (DDT) et le Conseil départemental d'Indre-et-Loire : « la vallée de la Fontaine de Jable »,.

### Transports
Géré par la région Centre-Val de Loire et exploité par Transdev Touraine, le réseau Rémi permet de relier Champigny-sur-Veude  a de multiples communes via les lignes H2 et TE.
Un service Rémi + à la demande est également disponible, à destination des communes de Richelieu et Chaveignes.

### Climat
Pour des articles plus généraux, voir Climat du Centre-Val de Loire et Climat d'Indre-et-Loire.
En 2010, le climat de la commune est de type climat océanique altéré, selon une étude du CNRS s'appuyant sur une série de données couvrant la période 1971-2000. En 2020, Météo-France publie une typologie des climats de la France métropolitaine dans laquelle la commune est toujours exposée à un climat océanique altéré et est dans la région climatique Moyenne vallée de la Loire, caractérisée par une bonne insolation (1 850 h/an) et un été peu pluvieux.
Pour la période 1971-2000, la température annuelle moyenne est de 11,9 °C, avec une amplitude thermique annuelle de 14,9 °C. Le cumul annuel moyen de précipitations est de 644 mm, avec 10,3 jours de précipitations en janvier et 6,7 jours en juillet. Pour la période 1991-2020, la température moyenne annuelle observée sur la station météorologique de Météo-France la plus proche, sur la commune de Ligré à 6 km à vol d'oiseau, est de 12,5 °C et le cumul annuel moyen de précipitations est de 653,1 mm,. Pour l'avenir, les paramètres climatiques de la commune estimés pour 2050 selon différents scénarios d'émission de gaz à effet de serre sont consultables sur un site dédié publié par Météo-France en novembre 2022.

## Urbanisme

### Typologie
Au 1er janvier 2024, Champigny-sur-Veude est catégorisée commune rurale à habitat dispersé, selon la nouvelle grille communale de densité à sept niveaux définie par l'Insee en 2022.
Elle est située hors unité urbaine et hors attraction des villes,.

### Occupation des sols
L'occupation des sols de la commune, telle qu'elle ressort de la base de données européenne d’occupation biophysique des sols Corine Land Cover (CLC), est marquée par l'importance des territoires agricoles (72,4 % en 2018), une proportion sensiblement équivalente à celle de 1990 (72,7 %). La répartition détaillée en 2018 est la suivante : 
terres arables (39 %), prairies (23,3 %), forêts (22 %), zones agricoles hétérogènes (9,4 %), zones urbanisées (4,7 %), zones industrielles ou commerciales et réseaux de communication (0,9 %), cultures permanentes (0,7 %). L'évolution de l’occupation des sols de la commune et de ses infrastructures peut être observée sur les différentes représentations cartographiques du territoire : la carte de Cassini (XVIIIe siècle), la carte d'état-major (1820-1866) et les cartes ou photos aériennes de l'IGN pour la période actuelle (1950 à aujourd'hui).

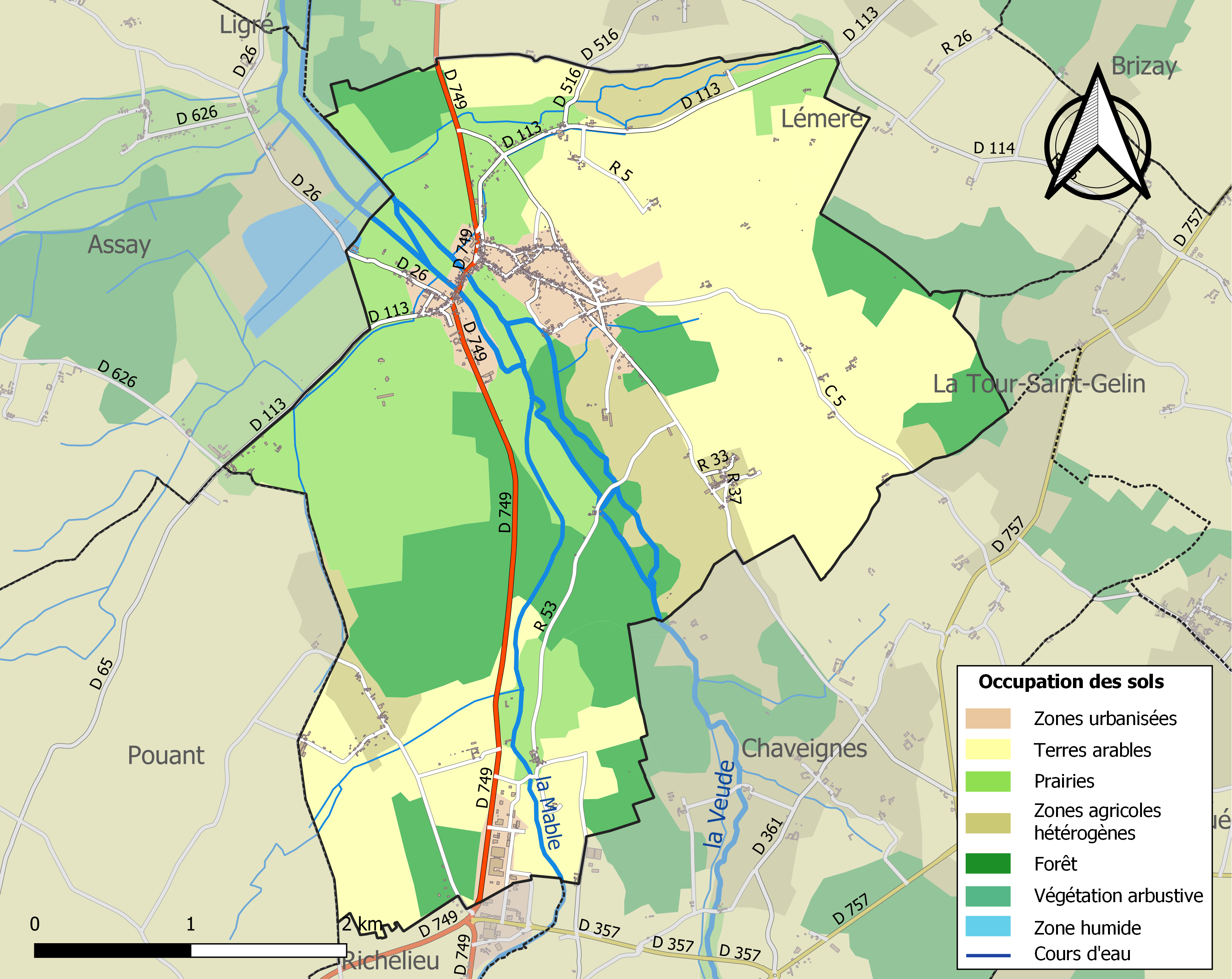
Carte des infrastructures et de l'occupation des sols de la commune en 2018 (CLC).

### Risques majeurs
Le territoire de la commune de Champigny-sur-Veude est vulnérable à différents aléas naturels : météorologiques (tempête, orage, neige, grand froid, canicule ou sécheresse) et séisme (sismicité modérée). Un site publié par le BRGM permet d'évaluer simplement et rapidement les risques d'un bien localisé soit par son adresse soit par le numéro de sa parcelle.

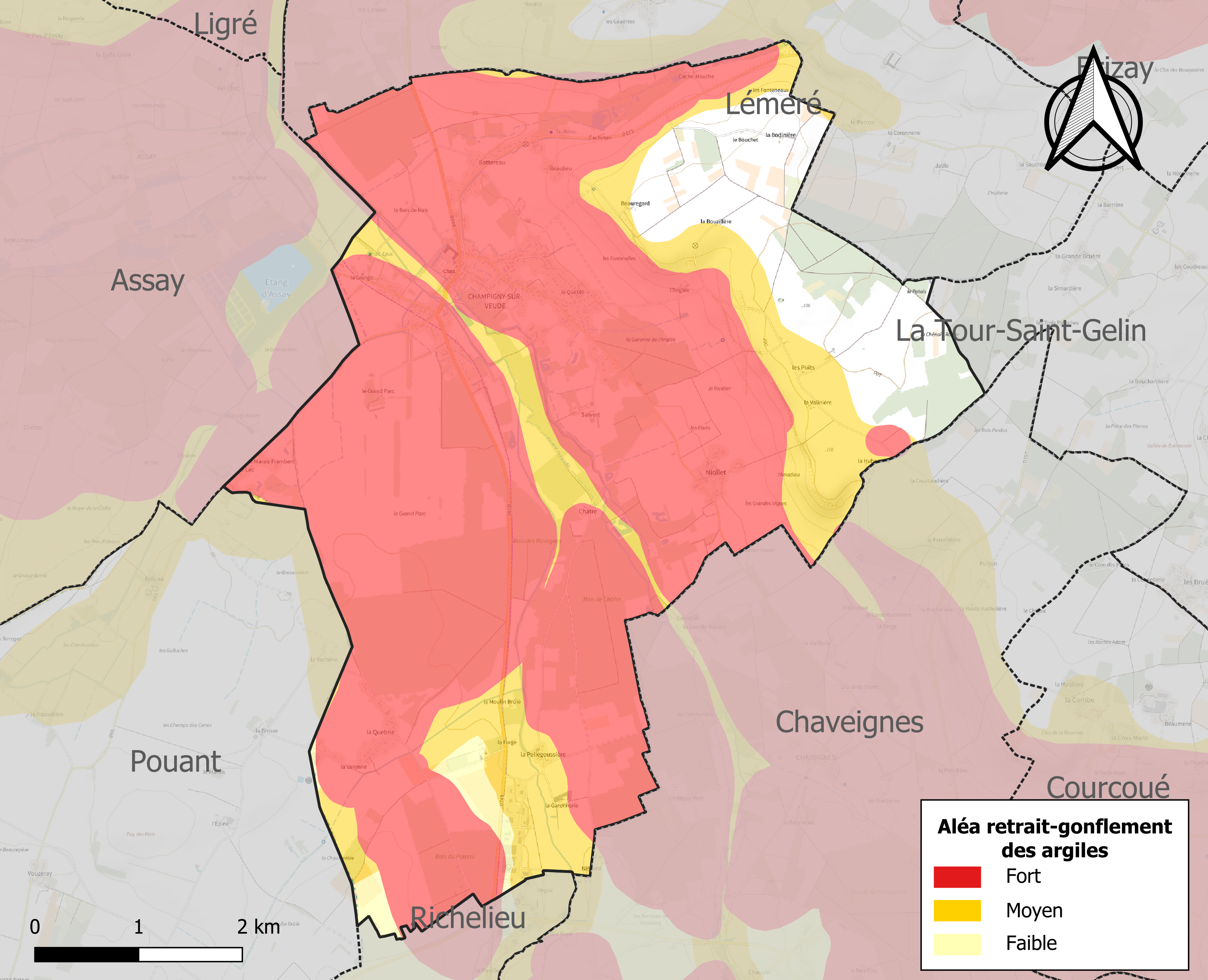
Carte des zones d'aléa retrait-gonflement des sols argileux de Champigny-sur-Veude.

Le retrait-gonflement des sols argileux est susceptible d'engendrer des dommages importants aux bâtiments en cas d’alternance de périodes de sécheresse et de pluie. 85,9 % de la superficie communale est en aléa moyen ou fort (90,2 % au niveau départemental et 48,5 % au niveau national). Sur les 510 bâtiments dénombrés sur la commune en 2019, 500 sont en aléa moyen ou fort, soit 98 %, à comparer aux 91 % au niveau départemental et 54 % au niveau national. Une cartographie de l'exposition du territoire national au retrait gonflement des sols argileux est disponible sur le site du BRGM,.
Concernant les mouvements de terrains, la commune a été reconnue en état de catastrophe naturelle au titre des dommages causés par la sécheresse en 1990 et 1997 et par des mouvements de terrain en 1999.

## Histoire

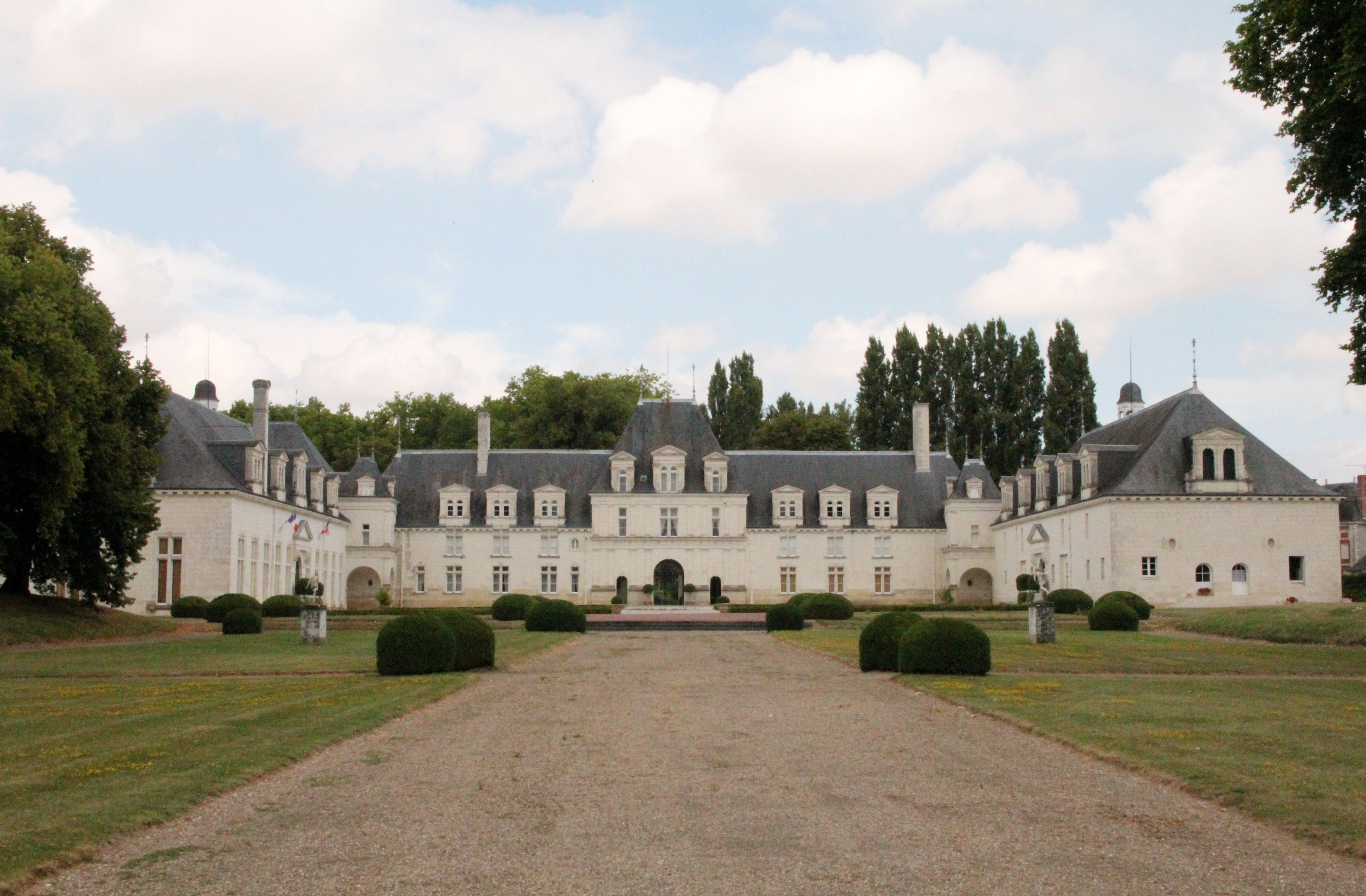
Château (anciens communs).

Champigny-sur-Veude est un village très ancien (Campiniacus en 1080). De cette époque date le rattachement de la paroisse de Champigny à l'abbaye Notre-Dame de Noyers qui en conservera la cure et les revenus jusqu'à la fin du XVe siècle.
Le domaine appartenait au comte d'Anjou Foulques le Réchin (comte d'Anjou et de Touraine en 1068-1109) qui fit construire une forteresse (castrum) qu'il confia à Robert Ier de Blo(u), son vassal, fils de Josselin Ier et mari d'Ermessinde (mais pour Jacques-Xavier Carré de Busserolle, le premier seigneur de Champigny connu est le chevalier Bernier, fl. fin XIe-début XIIe siècle ; Josselin Ier serait alors son gendre). Barthélemy de L'Isle († vers 1108), s'empara temporairement du castrum et de Garnier Maingoth, neveu de Robert Ier de Blou. La réconciliation survint, puisqu'il y eut mariage entre Robert II de Blo(u)/de Blô, fils de Josselin II et petit-fils de Robert Ier, sénéchal de Touraine, et Eustachie, la propre belle-sœur de Barthélemi (elle était veuve du frère cadet dudit Barthélemi, Aimeri/André Péloquin Ier de L'Isle-Bouchard, † vers 1138/1141). À la fin de sa vie, Robert II de Blo soutint la révolte des fils du comte-roi Henri II Plantagenêt contre leur père en 1173/1174. Le fils de Robert II (et de son autre femme, Elisabeth, possible fille d'Hugues Ier d'Amboise ?), Aimery Ier, eut pour fils Josselin III de Blo, lui-même père d'Aimeri II et grand-père d'Emma de Blo (1222-1264) : cette dernière porta Champigny à son mari Guy Ier de Beauçay-en-Loudunais (Beauçay à Mouterre-Silly et La Mothe-Chandeniers ; Guy mourut croisé en 1270).
De grandes familles : les Beauçay ; les Artois (le capétien Charles d'Artois (1328-1385) épousa en 1356 Jeanne de Beauçay († 1402), veuve de Geoffroy de Beaumont de Brienne du Lude, fille d'Hugues IX de Beauçay († vers 1357), lui-même petit-fils d'Emma de Blô et Guy de Beauçay) ; les Anjou (Jeanne et Charles d'Artois vendirent à Louis Ier, comte puis duc d'Anjou en 1351-1384) ; les Beauvau (Louis II, duc d'Anjou en 1384-1417, céda à Pierre de Beauvau-Craon (1380-1435) ; une branche cousine des Beauvau possédait le Rivau), se sont alors succédé à la seigneurie de Champigny. Enfin, les Bourbon-Vendôme héritèrent du domaine, Jean VIII de Vendôme († 1477), ayant épousé en 1454 Isabelle/Isabeau de Beauvau-Craon, dame de Champigny (-sur-Veude) et de La Roche (-sur-Yon). La fille aînée de Jean VIII et d'Isabelle, Jeanne de Vendôme (1460-1487), mariée en 1478 à Louis de Joyeuse de Bothéon († 1498), fut dame de Champigny et de La Roche-sur-Yon, mais leur postérité n'en hérita pas : ces domaines revinrent à un frère de Jeanne, Louis de Vendôme ci-après.
Louis de Bourbon-Vendôme, prince de La Roche-sur-Yon   (1473-1520 ; dernier fils de Jean VIII et d'Isabelle), souche des Bourbons, ducs de Montpensier, construisit un magnifique château (1499) et eut le privilège, en tant que descendant de saint Louis, d'édifier une Sainte-Chapelle sur le modèle de celle de son ancêtre. L'ensemble fut terminé par son fils Louis II ou III (1513-† 1582 à Champigny), duc de Montpensier en 1561 et dauphin d'Auvergne en 1543, père du duc François, lui-même père du duc Henri et grand-père de Marie de Montpensier (1605-1627). La Sainte-Chapelle de Champigny était gérée par la collégiale Saint-Louis qui fut dotée des revenus nécessaires pour l'entretien et les charges qui lui incombait.
Outre la collégiale Saint-Louis, il y avait dans la paroisse un couvent de filles de Saint-François, Notre-Dame-de-Bonne-Espérance (1565), une chapelle Notre-Dame-de-Lorette (1598) et un couvent des Minimes (1600).
Au XVIIe siècle, le cardinal de Richelieu entreprit d'édifier sa ville nouvelle de Richelieu à moins de 7 km de la cité des Bourbon-Vendôme dont il tira ombrage. Il acquit en 1635 la propriété de Champigny appartenant à Gaston duc d’Orléans (frère cadet de Louis XIII ; sa première femme était l'héritière Marie de Bourbon-Montpensier rencontrée ci-dessus : parents d'Anne-Marie-Louise d'Orléans alias la Grande Mademoiselle) et détruisit le château ‒ on ne peut plus que l'imaginer dans la perspective de la cour d’honneur et face à la chapelle ‒ mais il conserva les communs. La Sainte-Chapelle aussi était de trop : il fallut l'intervention de l'évêque de Poitiers et du pape Urbain VIII pour qu'il renoncât à la détruire comme il en avait l'intention.
La Grande Mademoiselle (1627-1693) réussit à récupérer son héritage, puis, sans postérité, légua l'essentiel de son immense fortune dont Champigny, à son cousin germain Monsieur, Philippe, duc d'Orléans, frère cadet de Louis XIV et père du Régent. Les Orléans possédèrent Champigny jusqu'au duc Louis d'Orléans (1703-1752 ; fils du Régent) qui vendit au maréchal-duc de Richelieu Louis-François-Armand du Plessis de Vignerot (1696-1788 ; arrière-petit-neveu du cardinal), père du duc Louis-Antoine-Sophie (1736-1791) et grand-père du Premier ministre de la Restauration, le duc Armand-Emmanuel-Sophie de Richelieu (1766-1822).
En 1791 sous la Révolution, le domaine de Champigny, devenu bien national, est vendu à François-Roch de Quinson (1743-1825 ;  ancien receveur général du clergé), puis passa à son neveu le marquis Pantaléon Costa de Beauregard (1806-1864). Vente en 1866 à Augustin-Charles-Paul-Casimir de La Roche-Aymon (1820-1881), neveu d'Antoine-Charles-Etienne-Paul.

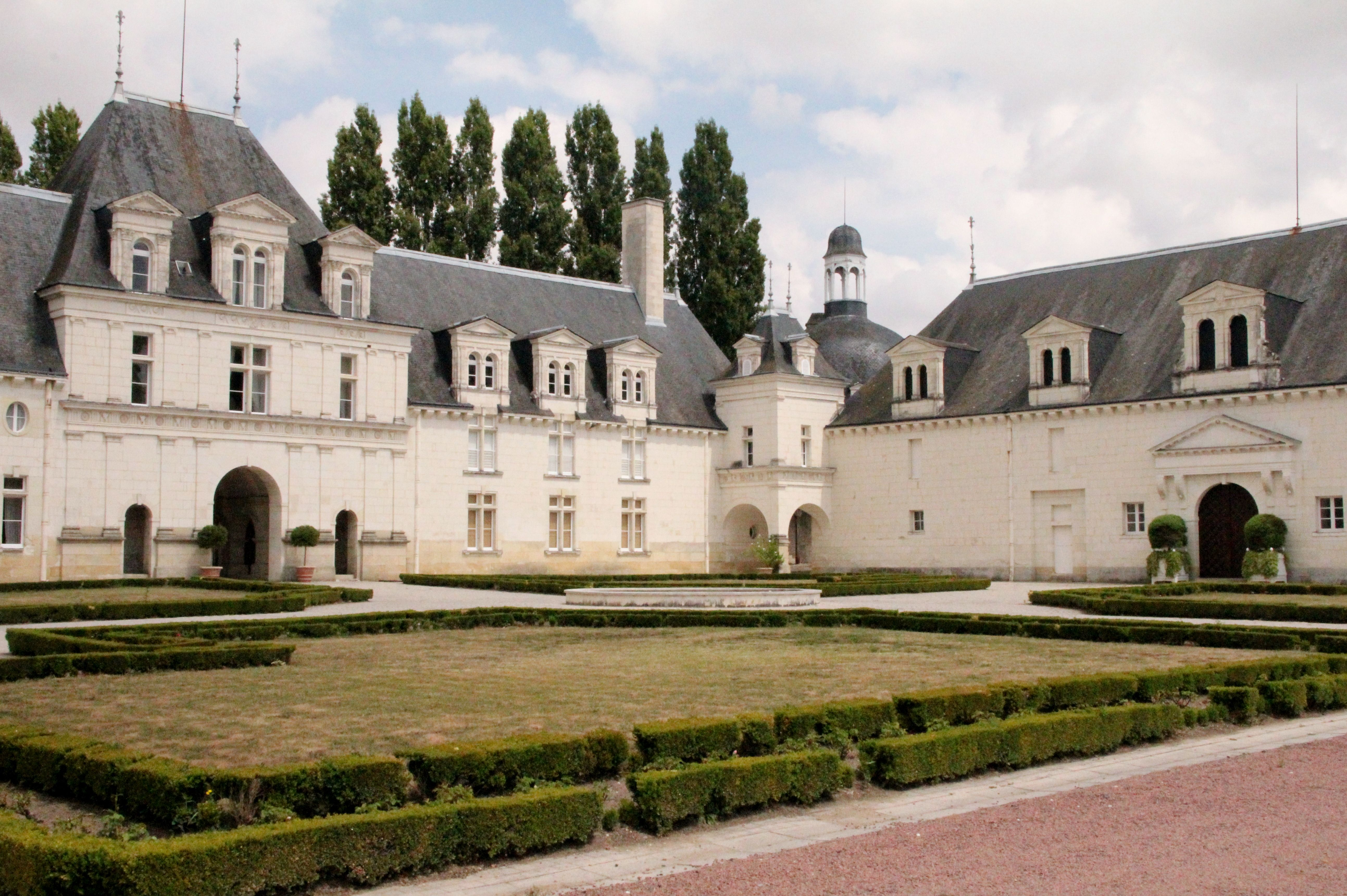
Anciennes dépendances.
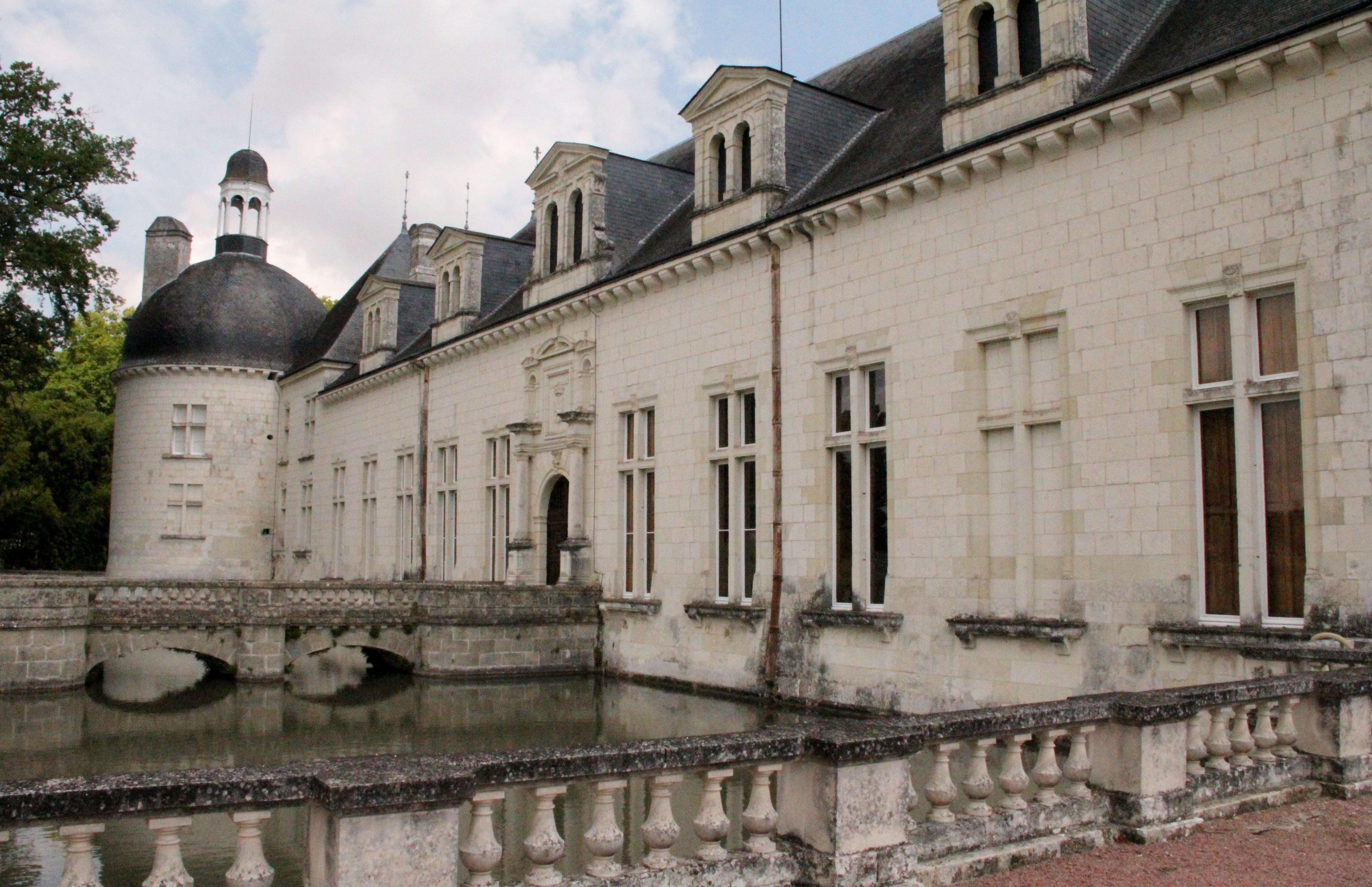
Douves.

## Politique et administration
| Période                                  | Période   | Identité               | Étiquette | Qualité     |
| ---------------------------------------- | --------- | ---------------------- | --------- | ----------- |
| avant 1962                               | ?         | Jean Chevalet          | CD        | Agriculteur |
| mars 2001                                | mars 2008 | Gérard Terrien         |           |             |
| mars 2008                                | mai 2020  | Alain Gaspard          | DVG       | Médecin     |
| mai 2020                                 | En cours  | Aurélie Gasnier-Rocher |           |             |
| Les données manquantes sont à compléter. |           |                        |           |             |

## Population et société

### Démographie
L'évolution du nombre d'habitants est connue à travers les recensements de la population effectués dans la commune depuis 1793. Pour les communes de moins de 10 000 habitants, une enquête de recensement portant sur toute la population est réalisée tous les cinq ans, les populations de référence des années intermédiaires étant quant à elles estimées par interpolation ou extrapolation. Pour la commune, le premier recensement exhaustif entrant dans le cadre du nouveau dispositif a été réalisé en 2008.

En 2022, la commune comptait 813 habitants, en évolution de −5,79 % par rapport à 2016 (Indre-et-Loire : +1,67 %, France hors Mayotte : +2,11 %).
| 1793 | 1800 | 1806 | 1821 | 1831  | 1836  | 1841  | 1846  | 1851  |
| ---- | ---- | ---- | ---- | ----- | ----- | ----- | ----- | ----- |
| 828  | 975  | 997  | 923  | 1 073 | 1 067 | 1 113 | 1 113 | 1 116 |

| 1856  | 1861  | 1866  | 1872 | 1876 | 1881 | 1886 | 1891 | 1896 |
| ----- | ----- | ----- | ---- | ---- | ---- | ---- | ---- | ---- |
| 1 089 | 1 098 | 1 000 | 995  | 920  | 947  | 894  | 949  | 917  |

| 1901 | 1906 | 1911 | 1921 | 1926 | 1931 | 1936 | 1946 | 1954 |
| ---- | ---- | ---- | ---- | ---- | ---- | ---- | ---- | ---- |
| 940  | 933  | 884  | 731  | 813  | 826  | 838  | 920  | 937  |

| 1962 | 1968 | 1975 | 1982 | 1990 | 1999 | 2006 | 2008 | 2013 |
| ---- | ---- | ---- | ---- | ---- | ---- | ---- | ---- | ---- |
| 899  | 782  | 845  | 950  | 859  | 882  | 867  | 861  | 865  |

| 2018 | 2022 | - | - | - | - | - | - | - |
| ---- | ---- | - | - | - | - | - | - | - |
| 839  | 813  | - | - | - | - | - | - | - |

### Enseignement
Champigny-sur-Veude se situe dans l'académie d'Orléans-Tours (zone B) et dans la circonscription de Chinon.
Une école maternelle et une école élémentaire accueillent les élèves de la commune.

## Culture locale et patrimoine

### Lieux et monuments
- Le château de la Pataudière - D749 - 37120 Champigny-sur-Veude. Il date du XVIe, XVIIe et du XIXe siècle.
- Le château de Champigny.
- La Sainte-Chapelle de Champigny-sur-Veude, l'une des sept saintes chapelles subsistant en France, est construite sur le modèle de la Sainte-Chapelle de Paris. Elle est emblématique de l'art de la Renaissance à son apogée. Les vitraux sont remarquables et classés aux Monuments historiques ; les portraits des Bourbons puis des Bourbon-Montpensier depuis saint Louis y sont représentés ainsi que l'évocation des principales étapes de la vie du roi et de ses croisades.
- Rue des Cloîtres, il existe encore de vieilles maisons de caractère qui datent du XVIe siècle.

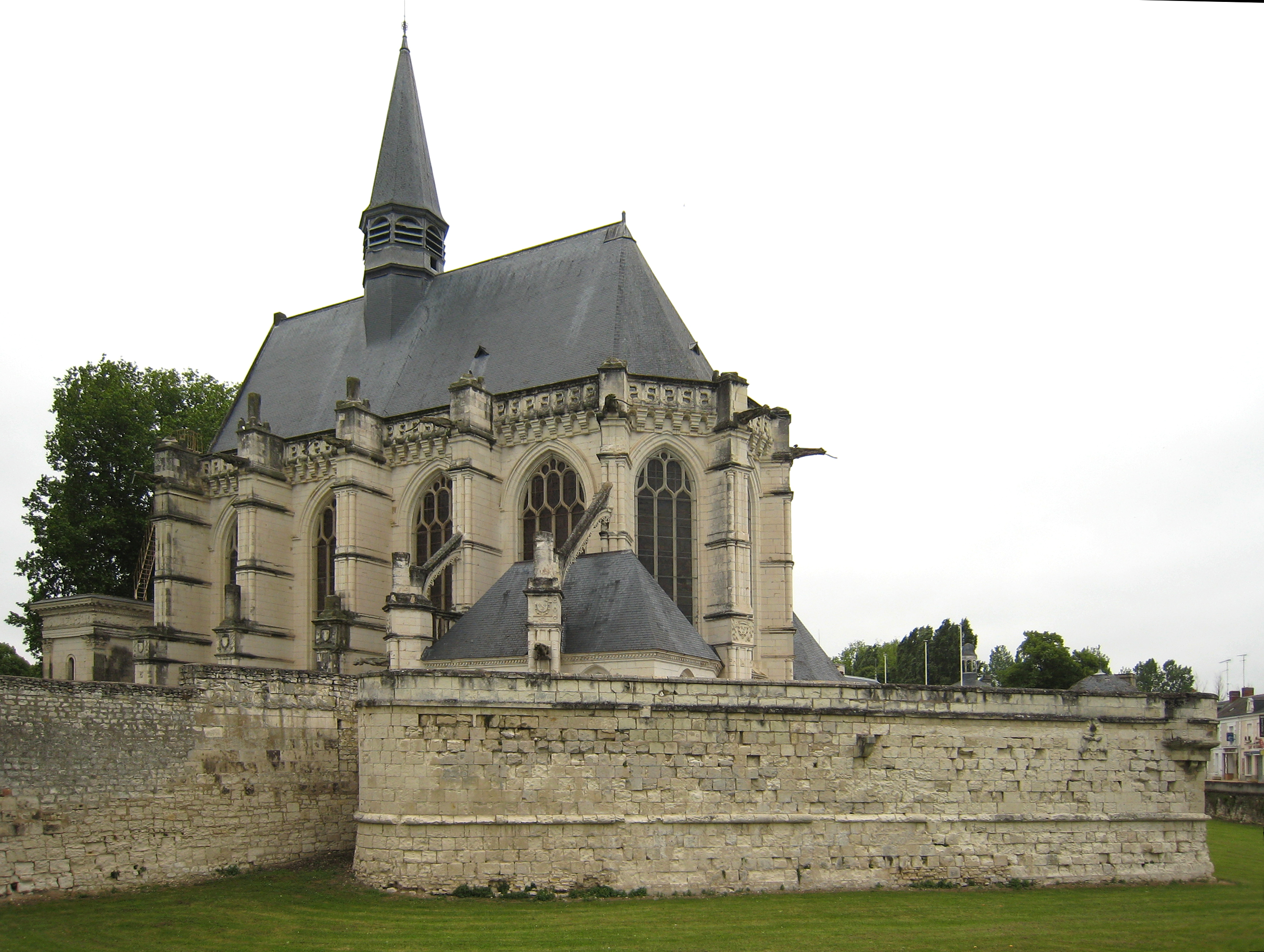
Vue extérieure de la Sainte-Chapelle.
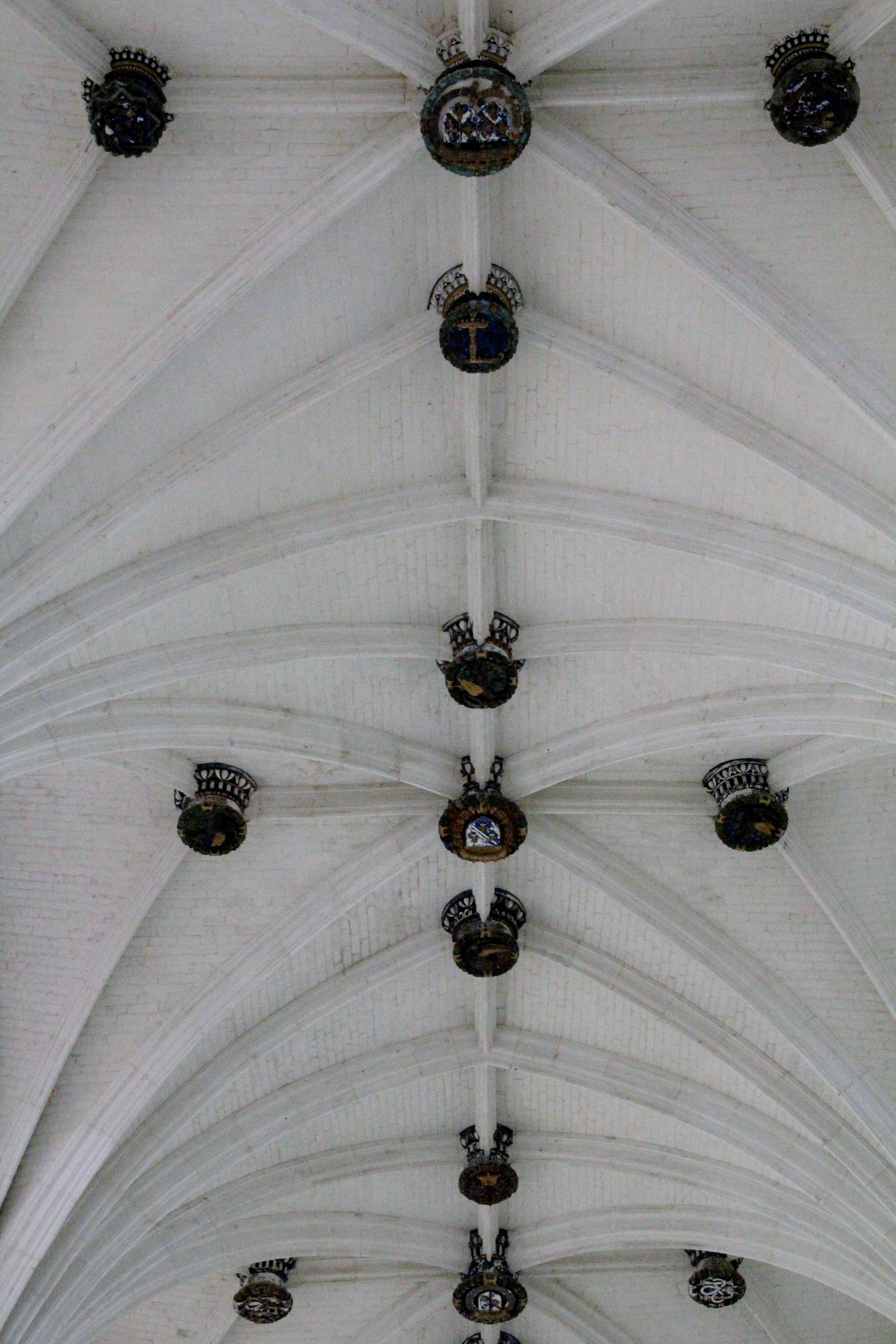
Clés de voûte armoriées.
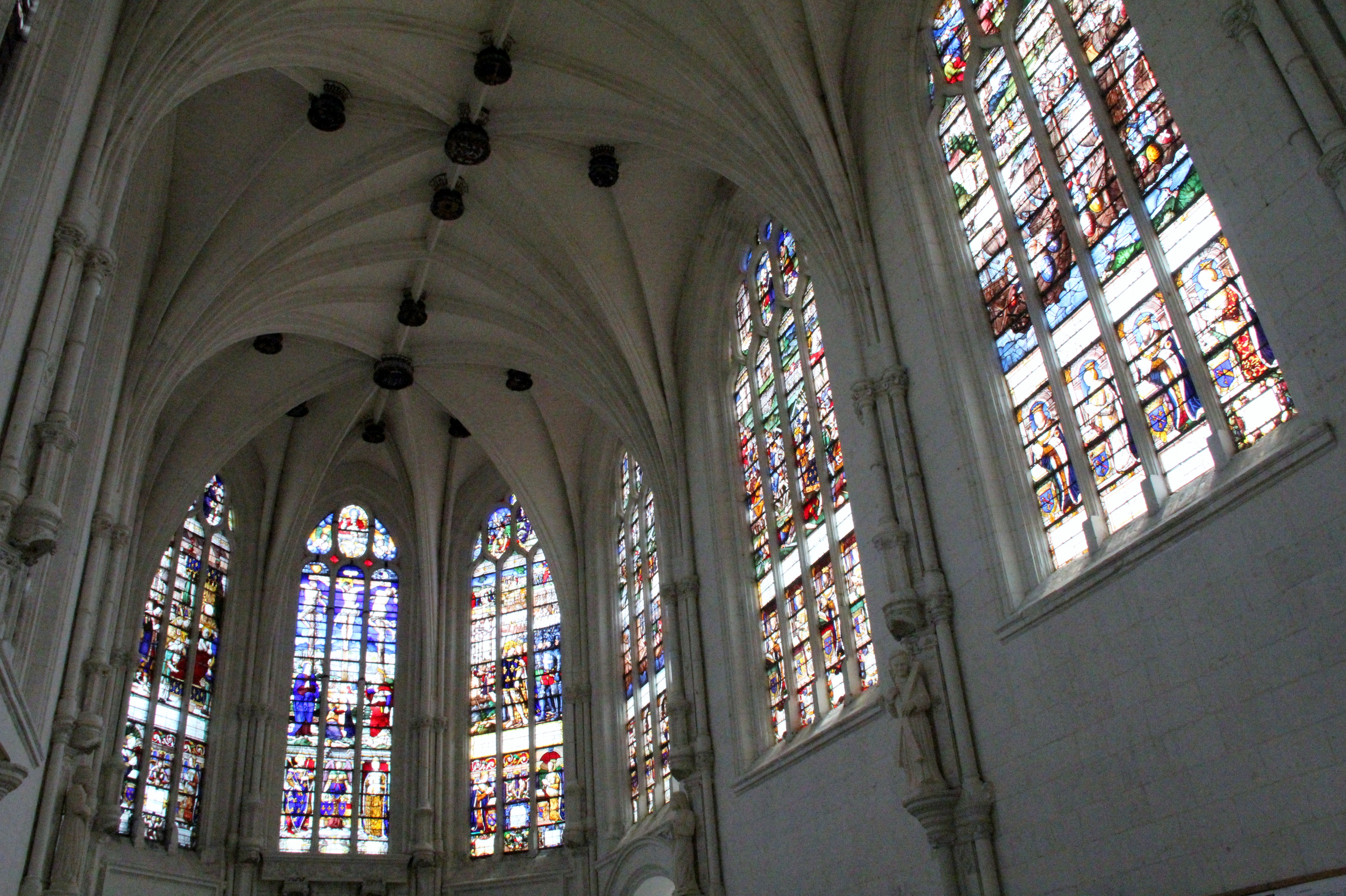
Ensemble des vitraux.
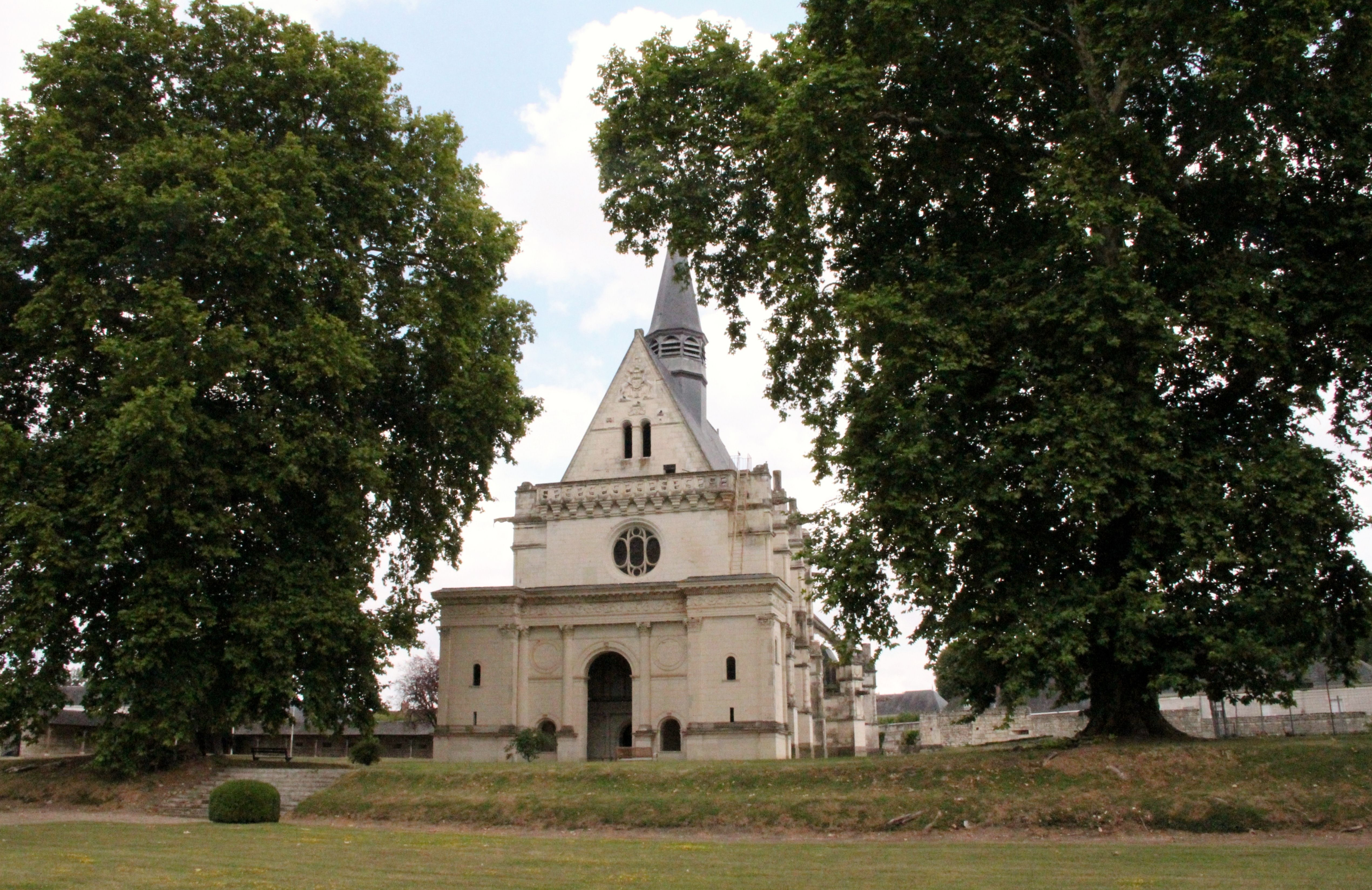
Sainte-Chapelle vue du parc.
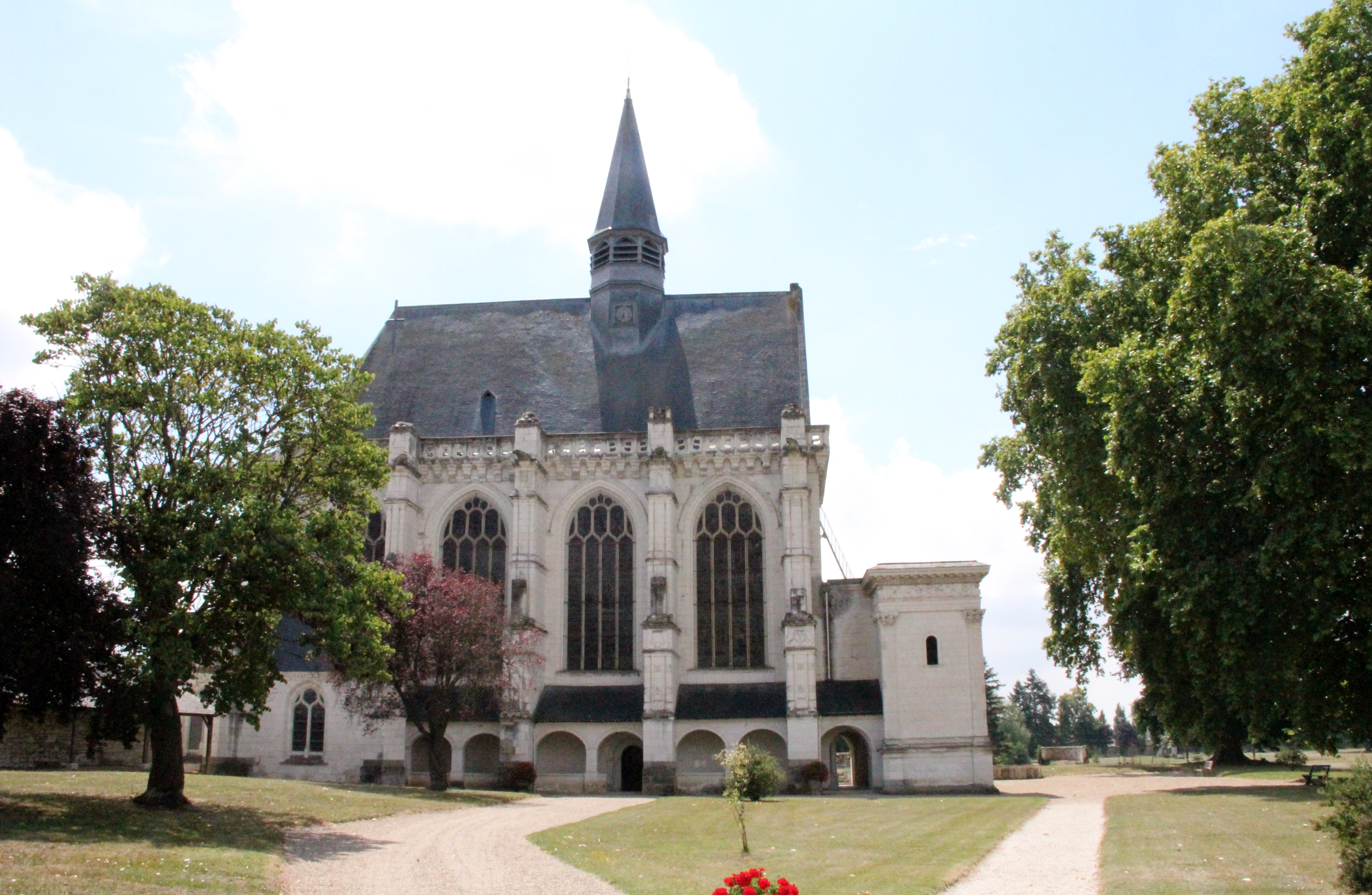
Sainte-Chapelle.
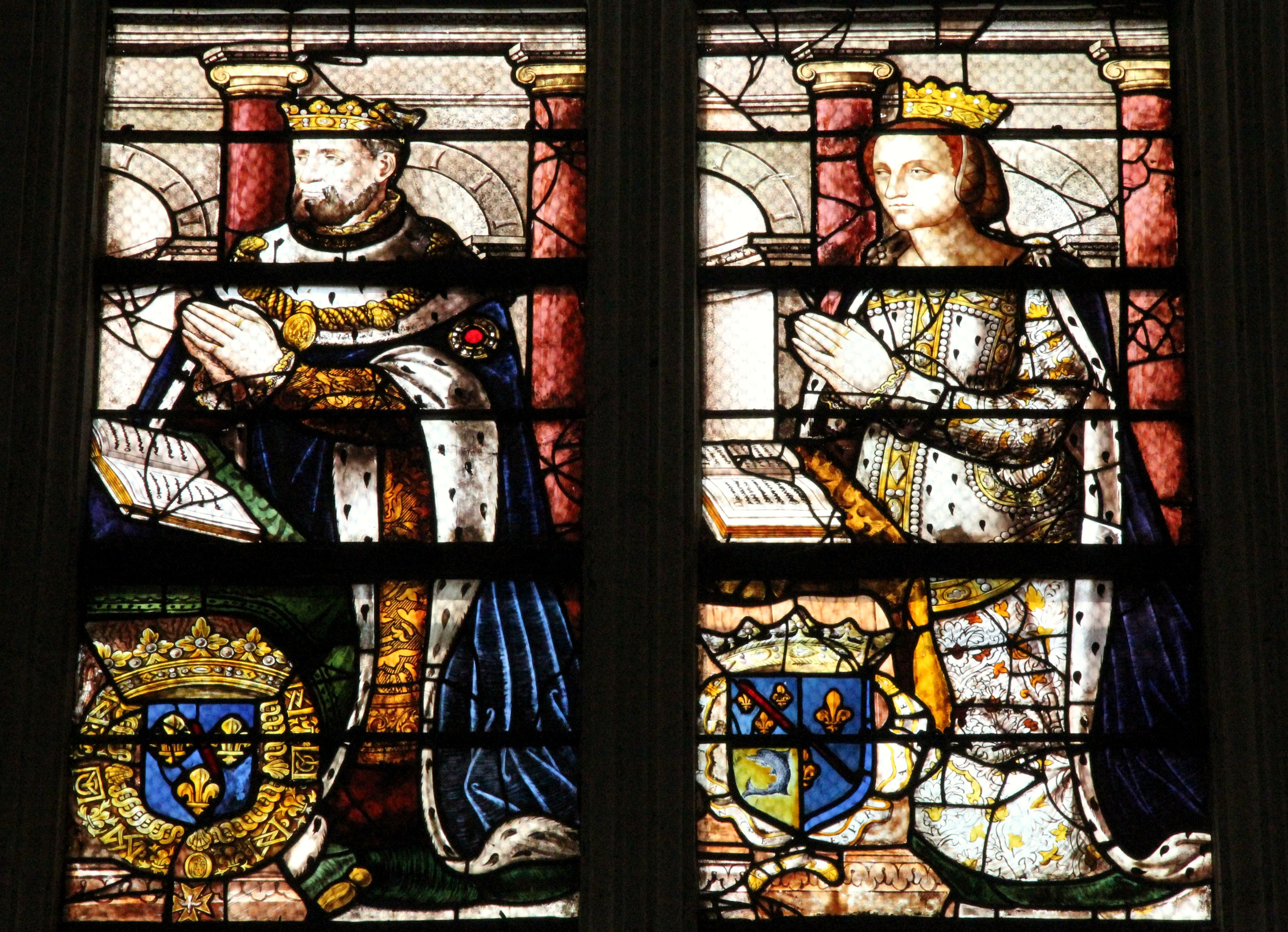
Vitrail.
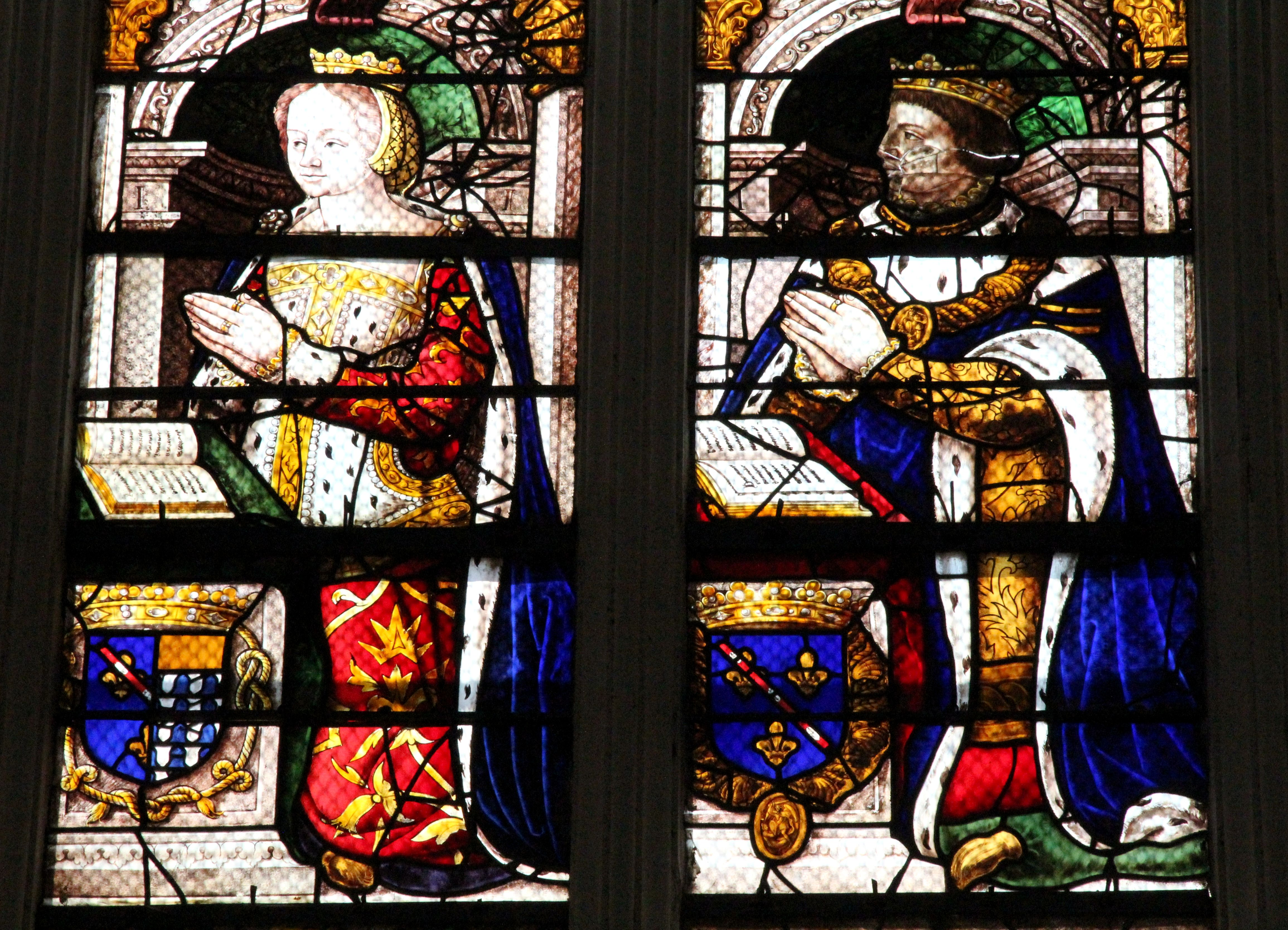
Vitrail.
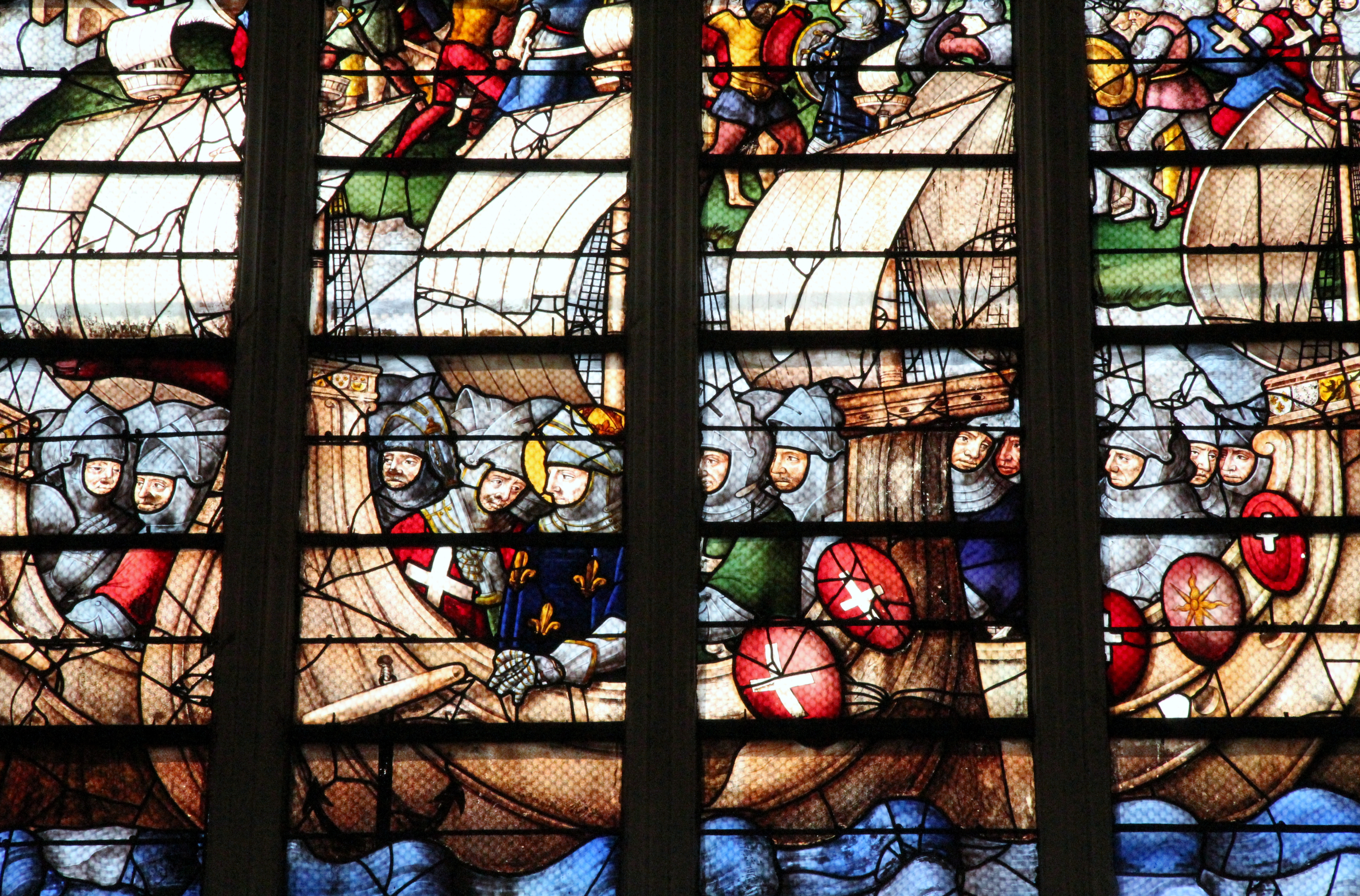
Détail d'un vitrail relatant la vie de Saint-Louis.

### Personnalités liées à la commune
- Le chanteur et compositeur Michel Lambert, beau-père de Jean-Baptiste Lully, est né à Champigny-sur-Veude vers 1610.
- L’écrivain et académicien Maurice Genevoix (1890-1980) venait rendre visite à sa grand-mère et son oncle notaire.
- Le peintre Chaïm Soutine, se réfugia à la fin de sa vie (1943) dans le village, pendant la période de l’Occupation; il y peignit en 1942 un bord de rivière qui fit partie de la collection Castaing.

### Héraldique
| Blason de Champigny-sur-Veude | Les armes de Champigny-sur-Veude se blasonnent ainsi : D'azur, à trois fleurs de lys d'or, un bâton péri en bande de gueules, brochante sur le tout. |